# Dannevirke
Pahiatua é uma cidade rural no sudeste da Ilha Norte da Nova Zelândia. É a maior cidade do distrito de Tararua, o mais oriental dos distritos em que o Conselho Regional tem responsabilidades. A área circundante tem desenvolvido graças ao fabrico produtos lácteos, criação de gado de corte e de ovinos, que agora fornece a maior renda para a população da cidade de 6 mil habitantes.